# Anima mia (album 1997)
Anima mia è il dodicesimo album del gruppo Cugini di Campagna, pubblicato nel 1997 dalla New Music International.

## Descrizione
Dopo una breve pausa e l'ennesimo assestamento della formazione, il complesso ritorna alla ribalta grazie alla trasmissione televisiva Anima mia, condotta da Fabio Fazio e Claudio Baglioni. Il successo è tale che l'album entra nelle hit parade e conquista il disco d'oro.

## Tracce
1. Medley
  - Anima mia (Michetti/Paulin/De Santis)
  - Meravigliosamente (Michetti)
  - È lei (Michetti/Paulin)
  - Preghiera (Michetti/Paulin)
  - Un'altra donna (Michetti/Paulin)
  - Tu sei tu (Michetti/Paulin)
  - Innamorata (Michetti/Paulin/De Santis)
  - Conchiglia bianca (Michetti/Paulin)
  - No tu no (Michetti/Manners)
2. Santa Maria (Michetti)
3. Ho bisogno di te (Michetti/Luciani)
4. Villa Borghese (Michetti/Zambardi)
5. Voglia di lei (Michetti)
6. Chissà che sarà (Michetti/Politanò)
7. La nostra età (Michetti/Luciani)

## Formazione
- Nick Luciani - Voce solista
- Ivano Michetti - Voce, bassi e chitarre
- Silvano Michetti - Voce, percussioni e programmazione computer
- Luca Storelli - Voce e tastiere